# Амидофосфиты

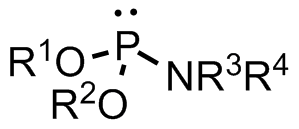
Общая структура амидофосфитов

Амидофосфиты (фосфоамидиты, англ. phosphoramidites) — это фосфорорганические соединения, в которых атом трёхвалентного фосфора связан с двумя атомами кислорода и одним атомом азота, моноамиды диэфиров фосфористой кислоты. Заместители при атомах O и N могут быть как независимыми, так и образовывать гетероцикл с атомом фосфора. Основным свойством амидофосфитов является их высокая реакционная способность по отношению к нуклеофилам при катализе слабыми кислотами, например, хлоридом триэтиламмония или 1H-тетразолом. В подобных реакциях нуклеофил замещает группу NR3R4.
В русскоязычных источниках амидофосфиты иногда называют фосфорамидитами или фосфамидитами.

## Получение
Амидофосфиты синтезируют в две стадии из PCl3, спиртов и аминов. Поскольку обе стадии протекают с выделением HCl, на каждой из них используется основание. Порядок стадий может быть изменен.

## Химические свойства
Амидофосфиты очень активно реагируют с нуклеофилами в присутствии слабой кислоты в качестве катализатора. При этом происходит протонирование атома азота, связанного с атомом фосфора, и нуклеофильное замещение с отщеплением амидной группы. Катализ сильными кислотами менее эффективен, поскольку в их присутствии происходит протонирование атома фосфора. Поскольку вода также является, амидофосфиты обычно подвержены гидролизу, особенно в кислой среде, с образованием гидрофосфатов (H-фосфонатов).
Кроме того, амидофосфиты окисляются мягкими окислителями с образованием амидофосфатов, а также способны вступать в реакции Арбузова и Штаудингера.

## Применение

### В синтезе олигонуклеотидов
Амидофосфиты, синтезированные на основе природных и неприродных нуклеозидов, широко используются в химическом синтезе ДНК, РНК и других нуклеиновых кислот и их аналогов.

### В качестве лигандов
Некоторые амидофосфиты также используются в качестве монодентатных хиральных лигандов в асимметрическом синтезе. Объёмную группу таких лигандов получают из хирального бинафтола по реакции с трихлоридом фосфора и последующей реакции с простыми вторичными аминами. Такие лиганды были впервые использованы в 1996 году в асимметрическом медь-катализируемом присоединении цинкорганических соединений к енонам.